# Водянкови
Водянкови (Hydrocharitaceae) е семейство покритосеменни растения от разред Alismatales. То включва около 100 вида водни растения, разпространени по целия свят, главно в тропиците.

## Родове
- Apalanthe
- Appertiella
- Blyxa
- Egeria
- Elodea – Водна чума
- Enhalus
- Halophila
- Hydrilla
- Hydrocharis – Водянка
- Lagarosiphon
- Limnobium
- Maidenia
- Najas
- Nechamandra
- Ottelia
- Stratiotes – Стратиотес
- Thalassia
- Vallisneria – Валиснерия